# 2015 у футболі
Нижче наведені футбольні події 2015 року у всьому світі.

## Змагання
- 9 — 31 січня: Кубок Азії в Австралії
  - :  Австралія
  - :  Південна Корея
  - :  ОАЕ
  - 4:  Ірак
- 17 січня — 8 лютого: Кубок африканських націй у Екваторіальній Гвінеї
  - :  Кот-д'Івуар
  - :  Гана
  - :  ДР Конго
  - 4:  Екваторіальна Гвінея
- 14 червня — 5 липня Золотий кубок КОНКАКАФ у США
  - :  Мексика
  - :  Ямайка
  - :  Панама
  - 4:  США
- 11 червня — 4 липня: Кубок Америки в Чилі
  - :  Чилі
  - :  Аргентина
  - :  Перу
  - 4:  Парагвай